# Io, tu e le rose/Quando nella notte
Io, tu e le rose/Quando nella notte  è un singolo di Orietta Berti, pubblicato nel 1967.

## Io, tu e le rose
È il secondo brano che la Berti presenta al Festival di Sanremo del 1967 in abbinamento a Les Compagnons de la Chanson, classificandosi al 5º posto nella classifica della manifestazione.
Autori del brano erano Daniele Pace e Mario Panzeri per il testo e gli stessi Pace e Panzeri e Luigi Barazzetti (che si firma con lo pseudonimo "Brinniti") per la musica, mentre l'orchestra era diretta da Sauro Sili.

Durante il Festival del 1967 morì suicida Luigi Tenco, che nel suo biglietto d'addio citò il brano: 
La canzone si classifica al primo posto in un referendum indetto subito dopo il festival dal settimanale Sorrisi e Canzoni TV e fa registrare un ottimo riscontro di vendite. Viene incisa da diversi interpreti in altre lingue (francese, spagnolo, portoghese, fiammingo, danese, ungherese, ceco, slavo).
Nel 1967 la Berti propone la canzone nelle trasmissioni Lo sappiamo noi due e Partitissima.
Nel 1968 la interpreta nella seconda puntata di Canzonissima superando brillantemente il turno.
| Classifica (1967) | Posizione | Artista       |
| ----------------- | --------- | ------------- |
| Italia            | 7         | Orietta Berti |

| Classifica (1967) | Posizione annuale | Artista       |
| ----------------- | ----------------- | ------------- |
| Italia            | 40                | Orietta Berti |

## Quando nella notte
Quando nella notte è il brano pubblicato sul lato B del singolo. Autori della canzone sono Mauro Casini (musica) e Senofonte (testo).